# Kosmische achtergrondstraling

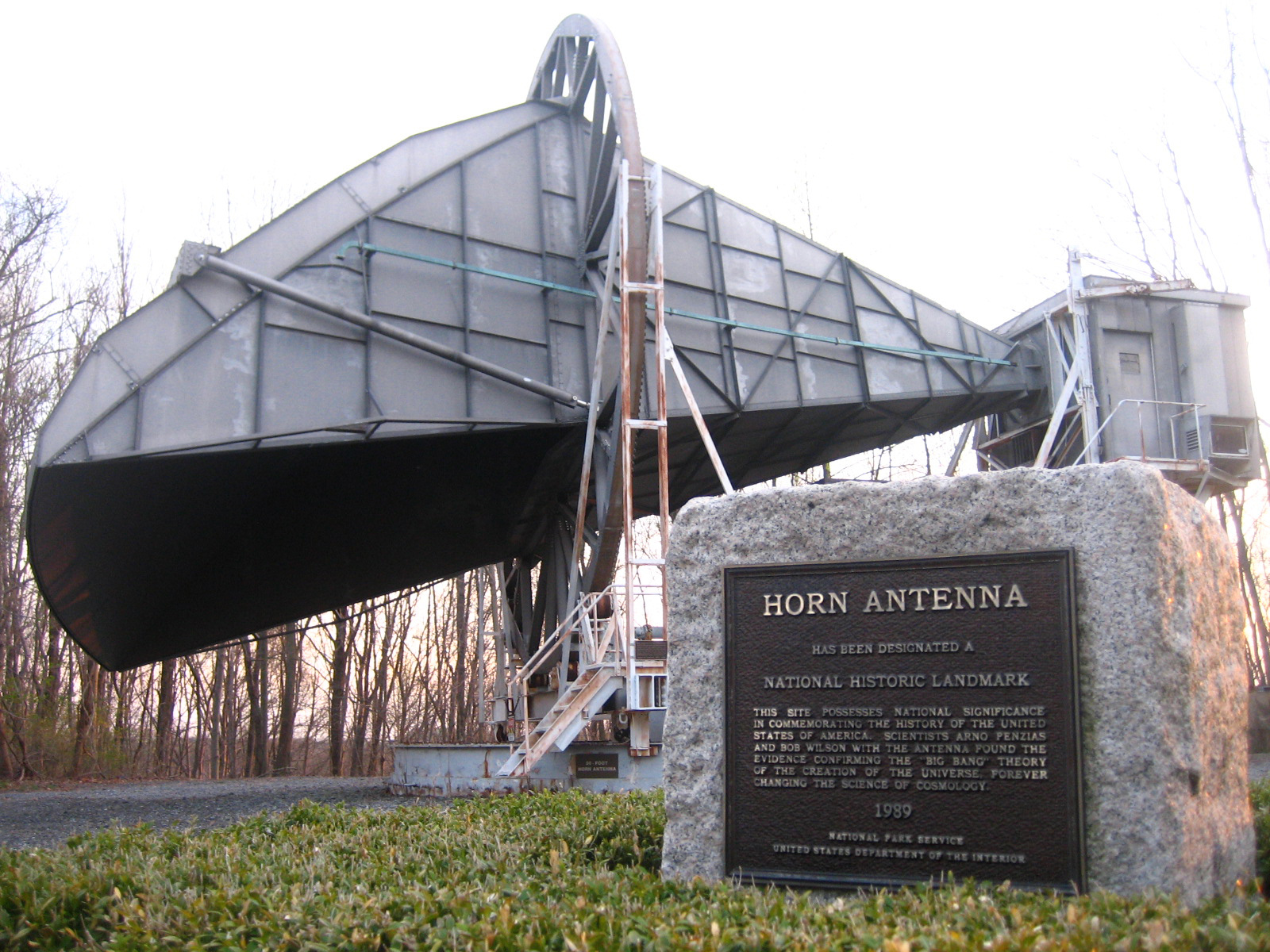
De hoornantenne die werd gebruikt bij de ontdekking van de achtergrondstraling.

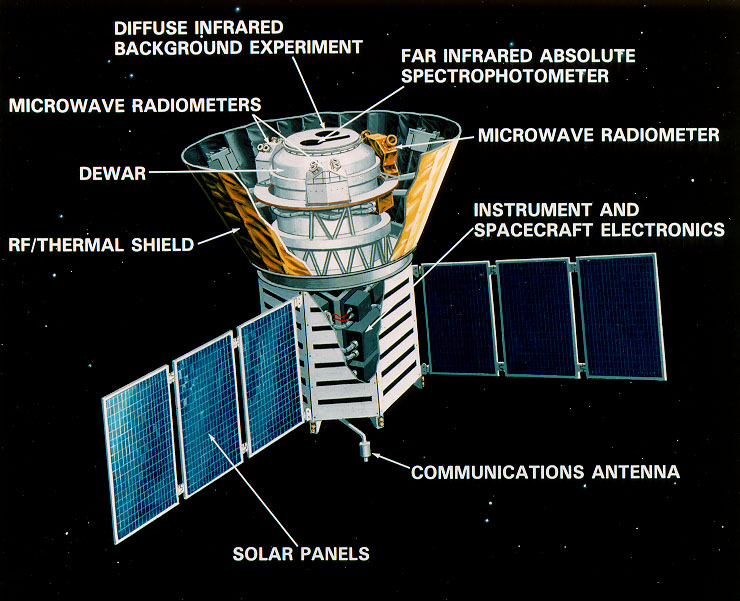
COBE-satelliet

Spectrum van de achtergrondstraling, gemeten door COBE

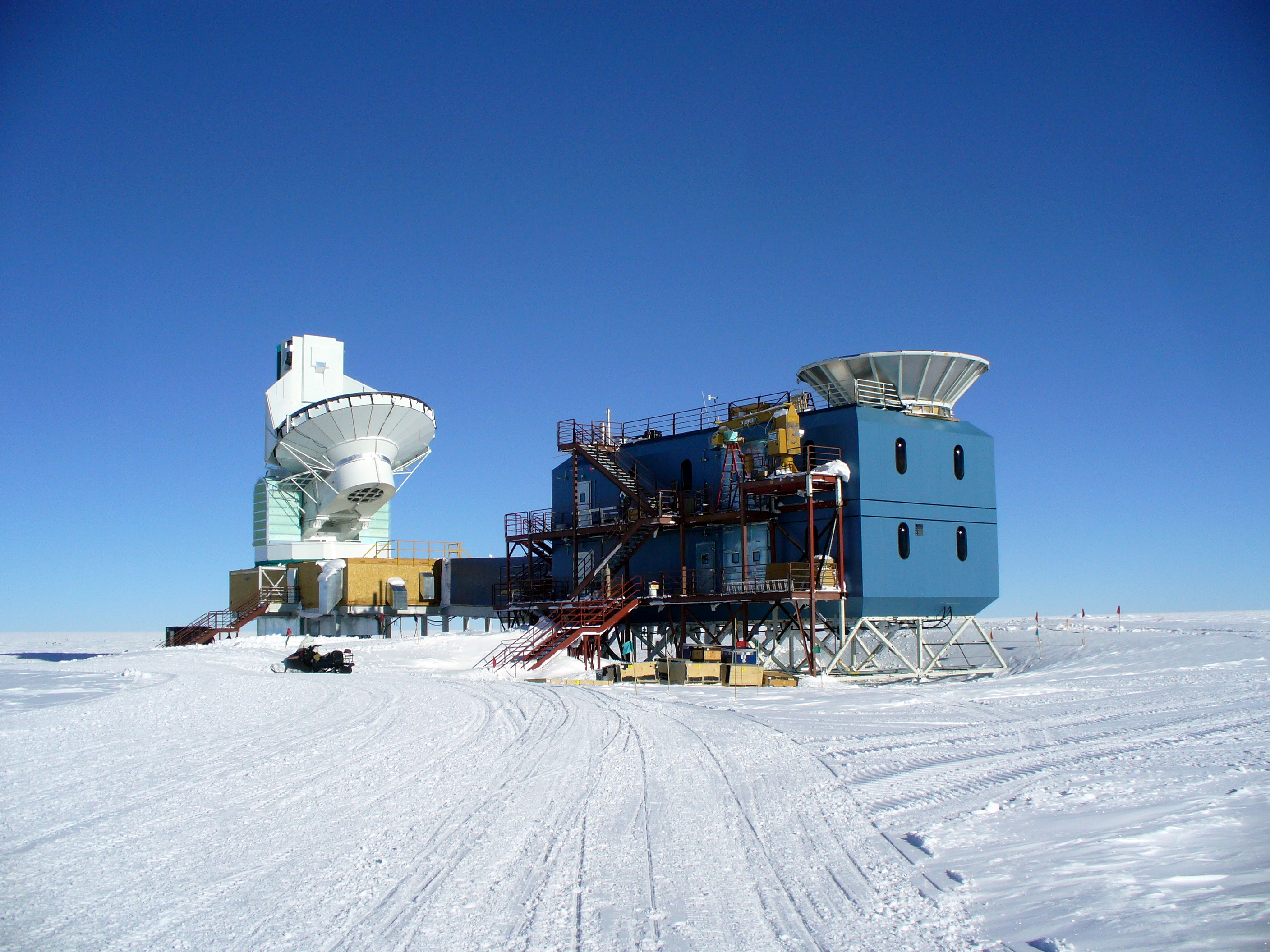
BICEP op de zuidpool

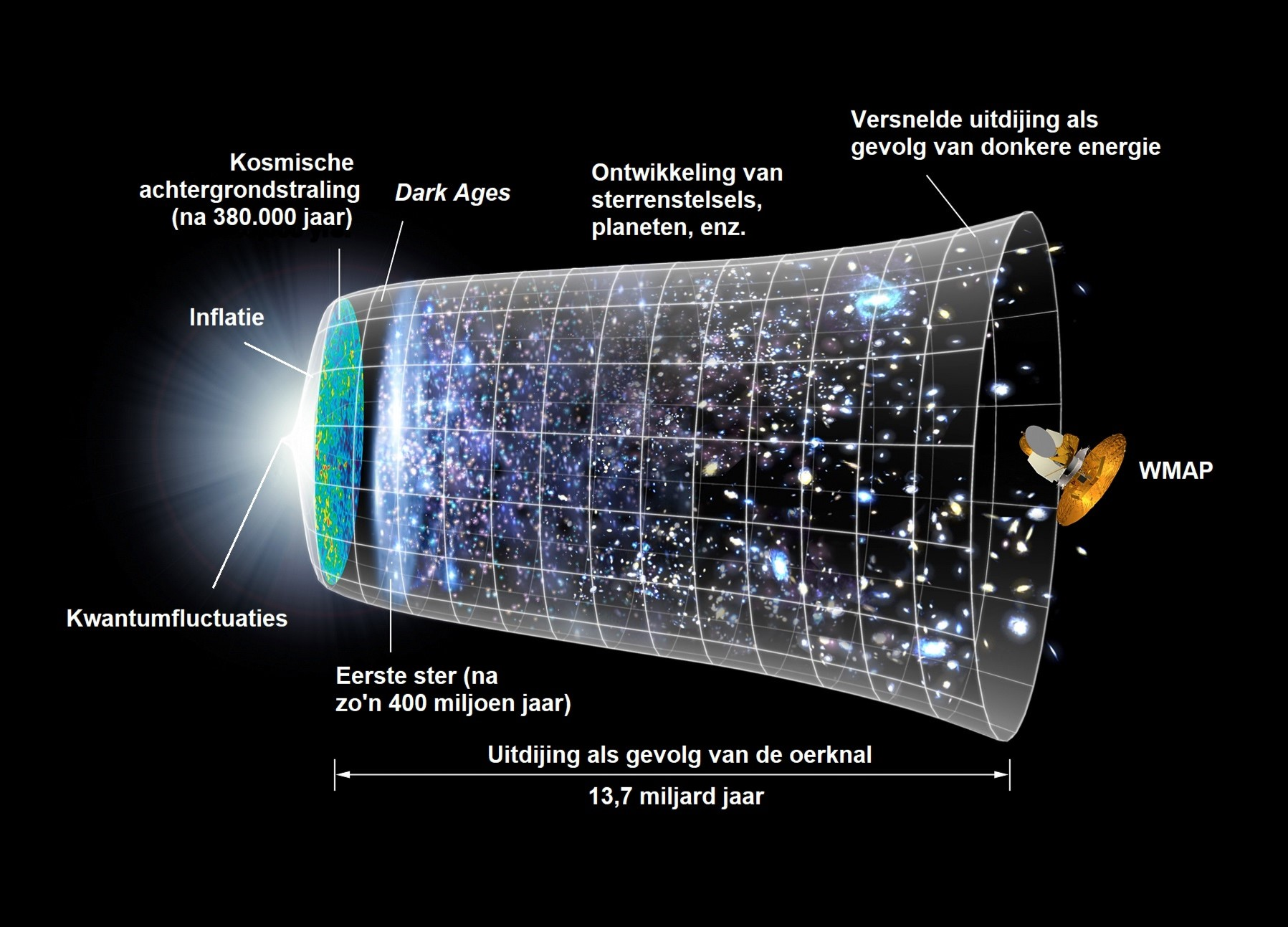
De WMAP kijkt terug in de tijd, waargenomen wordt het nagloeien van de oerknal.

De kosmische achtergrondstraling, niet te verwarren met kosmische straling, is de warmtestraling die kort na de oerknal is uitgezonden. Het vroege heelal was volgens de gangbare kosmologische theorie extreem heet, maar koelde daarna, terwijl het uitdijde, wel af en was na zo'n 380.000 jaar tot zo'n 3000 kelvin afgekoeld. Er konden toen atomen gevormd worden. Elektronen werden gebonden aan protonen en neutronen. Doordat er ruimte genoeg was, dat fotonen niet meer door interacties met elektronen werden gehinderd, werd het heelal doorzichtig. Deze interactie is de basis voor elektromagnetisme.
Dit licht van het vroege heelal wordt tegenwoordig waargenomen als de kosmische achtergrondstraling. Doordat het heelal sinds die tijd ongeveer 1000 keer groter is geworden, is de temperatuur van de achtergrondstraling gedaald tot 3 kelvin. Gemeten per eenheid van frequentie ligt de piek bij 160,2 GHz, corresponderend met een golflengte van 1,873 mm, maar gemeten per eenheid golflengte ligt de piek bij 1,06 mm, zoals volgt uit de verschuivingswet van Wien, corresponderend met een frequentie van 283 GHz. Deze straling valt dus in het bereik van de millimetergolven, aangeduid als extremely high frequency, het hoogste frequentiegebied van de microgolfstraling.

## Ontdekking
Robert Dicke berekende in 1946 een bovengrens voor de temperatuur van de achtergrondstraling van 20 K, George Gamow dacht 50 K in 1948 en Ralph Alpher en Robert Herman schatten 5 K in 1950, wat later een goede schatting bleek te zijn.
De daadwerkelijke ontdekking werd in 1965 min of meer bij toeval gedaan door Arno Allan Penzias en Robert Woodrow Wilson, twee net afgestudeerde onderzoekers. Ze werkten bij Bell Labs met een hoornantenne die voor het opvangen van microgolfstraling was ontworpen. Een hoornantenne kan ook een telescoop worden genoemd. Ze ontdekten een isotrope straling op een golflengte van 1,9 mm. Niet wetende dat die straling was voorspeld, dachten ze dat het aan hun telescoop lag. Aangezien er regelmatig duiven in hun telescoop zaten, werd de telescoop van alle duivenuitwerpselen ontdaan en werden de bouten in de telescoop afgevijld. Toen er daarna nog steeds straling werd gedetecteerd, namen ze maar eens contact met enkele collega's op, die hen al snel wisten te vertellen dat ze de kosmische achtergrondstraling hadden ontdekt. Ze hebben in 1978 voor hun ontdekking de Nobelprijs voor de Natuurkunde gekregen.

## COBE
Na Penzias en Wilson is veel onderzoek gedaan aan de kosmische achtergrondstraling, onder andere door ballonnen die men tot grote hoogte vanaf het aardoppervlak liet opstijgen. Men was vooral op zoek naar de relatie tussen de uitgezonden golflengten en de intensiteit van de straling. De theorie voorspelde dat de straling gelijk aan die van een zwarte straler moest zijn, een voorspelling die is uitgekomen.
Waarnemingen in 1992 van de COBE-satelliet, voor Cosmic Background Explorer, bevestigden dit. De COBE bracht de temperatuurverschillen in kaart. Het bleek dat de achtergrondstraling zeer gelijkmatig was, met maar minimale fluctuaties. Twee belangrijke eigenschappen die door Cobe werden gevonden in de variatie in de achtergrondstraling waren dat er maar weinig variatie in de golflengten was en dat er delen van de hemel juist kouder of warmer waren. Dat wordt granulariteit genoemd. Wat betreft de grootte van de variaties bleek dat de achtergrondstraling duidelijk minder variabel was dan vooraf werd gedacht. Dit betekent dat de dichtheidsvariaties ten tijde van de achtergrondstraling kleiner waren dan volgens de bestaande modellen nodig was om het ontstaan van de huidige systemen van clusters en superclusters te verklaren.
Een van de mogelijke verklaringen is dat een vorm van donkere materie op dat moment al sterker was samengeklonterd, maar dat dat voor de zichtbare materie door haar interactie met straling nog niet het geval was. Het zou in een dergelijk model mogelijk zijn dat de zichtbare materie, toen er geen voortdurende interactie tussen fotonen en elektronen meer was, naar al bestaande massaconcentraties zou 'vallen' in plaats van zelf samen te klonteren. Wat betreft de grootte van de 'warme' en 'koude' gebieden, bleek dat punten op een afstand die dusdanig groot was dat het licht de afstand die nog niet had kunnen overbruggen in de tijd tussen de oerknal en het uitzenden van de achtergrondstraling, toch niet onafhankelijk waren. Deze waarneming, verwant aan het horizonprobleem, wordt beschouwd als een bewijs voor de theorie van kosmische inflatie, omdat deze het wel mogelijk maakt dat ver verwijderde delen van het heelal zeer vroeg in de kosmische geschiedenis met elkaar in verbinding hebben gestaan.

## BICEP
De BICEP en Keck Array, voor Background Imaging of Cosmic Extragalactic Polarization, is een experiment op de zuidpool dat de polarisatie meet van de kosmische achtergrondstraling met een anno 2014 ongeëvenaarde precisie. Hiermee kan een sluitend bewijs worden gegeven voor de kosmische inflatie. BICEP werkt op 100 en 150 GHz met daarbij een hoekprecisie van 1,0 en 0,7°. Een opstelling van 98 polarisatiegevoelige sensoren brengt een groot gebied van de hemel boven de zuidpool in kaart. De telescoop werd in november 2005 opgesteld op het Zuidpoolstation Amundsen-Scott.

## WMAP
De Wilkinson Microwave Anisotropy Probe werd in juni 2001 gelanceerd. Dat was net zoals de COBE een kunstmatige satelliet. De eerste gegevens kwamen in februari 2003 binnen en toonden in veel groter detail de temperatuurfluctuaties van de kosmische achtergrondstraling. De bestudering van de achtergrondstraling heeft veel nieuwe inzichten opgeleverd, zoals een precieze datering van de oerknal op 13,7 miljard jaar geleden en het ontstaan van de eerste sterren ongeveer 200 miljoen jaar na de oerknal.

## Planck Observatory
De nauwkeurigste metingen van de kosmische achtergrondstraling zijn met de Planck Observatory tussen 2009 en 2013 gedaan.